# سکس و فلسفه
سکس و فلسفه فیلمی در سال ۲۰۰۵ به نویسندگی و کارگردانی محسن مخملباف است.
این فیلم به دو زبان روسی و فارسی تاجیکی است و در تابستان ۲۰۰۵ با عنوان عشق در سینماهای تاجیکستان به نمایش درآمد. زمان این فیلم ۱۰۲ دقیقه است. سکس و فلسفه در جشنواره‌های (مونترآل کانادا)، اروپا آسیا (قزاقستان)، پوسان (کره جنوبی)، توکیو فیلمکس ریودو (ژاپن)، لندن (انگلیس) فیلم مستقل آسیا و ریودوژانیرو برزیل شرکت کرده‌است.

## درونمایه
مخملباف خود دربارهٔ روایتی که این فیلم داشته، معتقد است: این چهار زن که در عین حال برای من یک زن هستند، در چهار مرحله مختلف، از تکامل مفهوم عشق در زندگی تجربه زنانه، شامل دوره معصومیت عاشقانه، دور انتقام‌های عاشقانه، دوره غرقه شدن در مسایل جنسی و فراموشی عشق و دوران پختگی و غمگینانه و بازآفرینی عشق به سر می‌برند.
مرد اما در هر یک از زن‌ها، مراحل مختلف پختگی یک زن را نمی‌بیند، او در هر یک از زن‌ها عشق را می‌جوید ولی تنهایی را می‌یابد. او تعداد عشق‌های خود را دلیلی بر جهان پر از عشق نمی‌داند، او فریاد می‌کند که جهان معاصر فاقد توانایی آفرینش عشق‌های مطلقی چون رومئو و ژولیت و لیلی و مجنون است.
فیلم سکس و فلسفه از طرف تاجیکستان به عنوان یک نامزد برای دریافت جایزه اسکار بهترین فیلم خارجی‌زبان در سال ۲۰۰۵ برای این مراسم ارسال شد، اما چون در موعود مقررشده برای ارسال فیلم، زیرنویس انگلیسی به همراه فیلم ارائه نشده بود، فیلم از حضور در مراسم محروم ماند.

## بازیگران
- دلیر نظراُف
- مریم غیبوا
- فرزانه بیک نظراُف
- تهمینه ابراهیموا
- ملاحت عبدُلااِوا